# Japan Football Association
De Japanse voetbalbond (日本サッカー協会, Nihon Sakkā Kyōkai) (JFA) is de voetbalbond van Japan. De bond is aangesloten bij de FIFA.
De Japan Football Association is verantwoordelijk voor de administratieve afhandelingen van de nationale competities alsook van de nationale teams. De JFA werd opgericht in 1921. De bond is sinds 1929 aangesloten bij de FIFA en sinds 1954 bij de Aziatische Voetbal Confederatie (AFC), ook wel de Asian Football Confederation. HKH Hisako Takamodo van Japan is aangewezen om als erepresident op te treden, als het gezicht van de bond. Saburo Kawabuchi is de werkelijke president en Takeo Hirata de secretaris-generaal.
Het hoofdkantoor van de bond is gevestigd in Hongō, een district in Bunkyo,  een van de 23 speciale wijken van Tokio. Het district staat bekend om de vele woon- en opleidingscentra.